# Рашун
Рашун (англ. Rushoon) — містечко в Канаді, у провінції Ньюфаундленд і Лабрадор.

## Населення
За даними перепису 2016 року, містечко нараховувало 245 осіб, показавши скорочення на 14,9%, порівняно з 2011-м роком. Середня густина населення становила 39,8 осіб/км².
З офіційних мов обидвома одночасно володіли 5 жителів, тільки англійською — 245.
Працездатне населення становило 27,5% усього населення, рівень безробіття — 45,5% (66,7% серед чоловіків та 57,1% серед жінок). 100% осіб були найманими працівниками, а 0% — самозайнятими.

## Клімат
Середня річна температура становить 5,1°C, середня максимальна – 19,2°C, а середня мінімальна – -10°C. Середня річна кількість опадів – 1 654 мм.
| Клімат поселення                              | Клімат поселення | Клімат поселення | Клімат поселення | Клімат поселення | Клімат поселення | Клімат поселення | Клімат поселення | Клімат поселення | Клімат поселення | Клімат поселення | Клімат поселення | Клімат поселення | Клімат поселення |
| Показник                                      | Січ.             | Лют.             | Бер.             | Квіт.            | Трав.            | Черв.            | Лип.             | Серп.            | Вер.             | Жовт.            | Лист.            | Груд.            |                  |
| Середній максимум, °C                         | 0,32             | −0,28            | 2,63             | 6,98             | 11,58            | 15,73            | 18,28            | 19,18            | 15,74            | 10,95            | 6,45             | 1,94             |                  |
| Середня температура, °C                       | −4,53            | −5,13            | −2,26            | 2,13             | 6,71             | 10,89            | 15,02            | 15,93            | 12,50            | 7,71             | 3,20             | −1,31            |                  |
| Середній мінімум, °C                          | −9,38            | −9,99            | −7,12            | −2,73            | 1,87             | 6,03             | 11,79            | 12,70            | 9,26             | 4,45             | −0,03            | −4,55            |                  |
| Норма опадів, мм                              | 142              | 132              | 126              | 136              | 127              | 120              | 115              | 107              | 160              | 178              | 161              | 150              |                  |
| Середньомісячна швидкість вітру, м/с          | 8.53             | 7.87             | 7.37             | 6.50             | 5.60             | 5.11             | 4.90             | 5.09             | 5.78             | 6.69             | 7.59             | 8.20             |                  |
| Середньомісячна сонячна радіація, кДж/м²·день | 3978             | 6786             | 10829            | 14127            | 17520            | 19125            | 18715            | 16073            | 12249            | 7405             | 4300             | 3121             |                  |
| --------------------------------------------- | ---------------- | ---------------- | ---------------- | ---------------- | ---------------- | ---------------- | ---------------- | ---------------- | ---------------- | ---------------- | ---------------- | ---------------- | ---------------- |
| Джерело:                                      |                  |                  |                  |                  |                  |                  |                  |                  |                  |                  |                  |                  |                  |